# Santo Domingo de Silos (Bartolomé Bermejo)
Santo Domingo de Silos entronizado como obispo es la obra más conocida del pintor español Bartolomé Bermejo. Es un óleo sobre tabla, pintado entre 1474 y 1477. Mide 242 cm de alto y 130 cm de ancho. Se exhibe actualmente en el Museo del Prado de Madrid, al cual llegó en 1920 por una permuta con el Museo Arqueológico Nacional. 

## Descripción
Es una tabla procedente de Daroca (Aragón). Fue encargada el 5 de septiembre de 1474. Es una de las obras más impresionantes del período gótico por su gran tamaño y la monumentalidad con la que está tratada la figura del santo, haciendo de esta pieza una de las más perfectas del fin del estilo hispano-flamenco. Se la consideraba la más antigua de las que se conocen de este pintor, si bien actualmente se cataloga como anterior un San Miguel Arcángel de la National Gallery de Londres, creído de 1468. 
Bermejo creó escuela en Aragón, con seguidores tales como Martín Bernat y Miguel Ximénez. Esta obra es la tabla central de un retablo. Las tablas laterales fueron acabadas por Martín Bernat, ya que Bermejo dejó inacabado el encargo. Se trata de una pintura al óleo sobre madera. Tiene un tamaño inusualmente grande en la pintura española de este período; si bien los retablos solían ser grandes, estaban formados por varias pinturas más manejables. 
El tema es religioso. Representa al santo español Domingo de Silos, monje que fundó el Monasterio de Silos (Burgos) en el siglo XI, siendo su primer abad. 
La tabla presenta una composición piramidal, con el santo en el centro, sentado en un trono. La grandiosa figura del santo, solemne y rígido, se dispone frontalmente. Esta dimensión monumental recuerda a Hugo van der Goes, admirado por el pintor. El rostro es muy realista, con efectos de luz que le proporcionan una sólida corporeidad y lo hacen destacar del resto del cuadro. Ese realismo en el rostro denota influencia de la escuela flamenca. Se ha utilizado el pan de oro al modo de los iconos bizantinos, lo que es típico de la pintura medieval, en particular en España.
El santo resplandece de oro, vestido como un obispo, con magníficas ropas de pontifical. Lleva una mitra con detalladas piedras preciosas. Con el antebrazo izquierdo sostiene el báculo y hojea un libro, sentado en un trono ricamente adornado, con imágenes de las siete virtudes, albergadas por tracerías y pináculos pintados con tal mimetismo que parecen tallados, como sí lo están los que decoran el marco, que es el original. Las siete virtudes están pintadas con intenso color y gran realismo: las tres teologales (fe, esperanza y caridad) y las cuatro cardinales (fortaleza, justicia, prudencia y templanza). 
Además del realismo en el rostro, destaca el tratamiento de los objetos de orfebrería, los bordados, los pliegues de la ropa blanca, tan semejantes a la pintura flamenca de la época, y los temas alegóricos decorativos. Evidencia el dominio del pintor sobre la técnica del óleo.